# Земеделски народен съюз
Земеделски народен съюз (с абревиатура: ЗНС) е политическа партия в България, образувана след разпадането на БЗНС-НС през 2006 г. Председател на партията е Румен Йончев.

## История
През март 2006 г. част от членовете на Управителния съвет на БЗНС-НС провеждат заседание във Велико Търново и свикват конгрес на 18 май 2006 г. Друга част от Управителния съвет, сред която и лидерът Анастасия Мозер, насрочва конгрес на партията за друга дата – 21 май.
На извънредния конгрес на 18 май партията е преименувана в Земеделски народен съюз (ЗНС), а накрая Управителния съвет на организацията избира за председател Стефан Личев, като за него гласуват 41 от членовете на съвета, за другия номиниран – Борислав Китов – 35 от членовете. Решено е Анастасия Мозер вече да не представлява Съюза. За заместник-председатели на партията са избрани Петър Бръчков и Желязко Богданов, а за председател на УС – Татяна Цанкова. Пред участниците във форума новоизбраният лидер Личев дава обещание, че ще работи за обединението на Земеделския съюз и за това политическата формация да бъде на върха, а ако не успее да постигне целта си, ще се оттегли.
След месеци съдебни дела между Мозер и Личев форумът е окончателно обявен за легитимен, а Личев – за новия председател на Земеделски народен съюз. През 2007 г. заместник-председателят на парламента Анастасия Мозер напуска ЗНС. През 2010 г. Стефан Личев е преизбран за председател на партията.
През 2012 г. председател на ЗНС става дотогавашният заместник-председател Румен Йончев.

## Ръководство
Ръководство според официалния сайт на партията към 4 септември 2022 г.:
- Румен Йончев – председател
- Мария Динева – председател на Управителния съвет
- Явор Хайтов – заместник-предеседател
- Стефан Цанков – заместник-председател
- Георги Ковачев – заместник-председател
- Петър Личев – член на Постоянното присъствие
- Вергил Кацов – член на Постоянното присъствие
- Йорданка Змиярова – член на Постоянното присъствие

## Парламентарни избори

### 2022 г.
На парламентарните избори през 2022 г. партията участва в коалиция „Български възход“ заедно с партиите Български възход, Свобода и Партия на зелените. Тя участва с бюлетина № 15.